# Гамма-ДЕ
Гамма-ДЕ 67н6Е — российская мобильная трёхкоординатная радиолокационная станция дециметрового диапазона с фазированной антенной решеткой большой дальности. Предназначена для обнаружения, определения координат, опознавания воздушных целей и выдачи их координат на системы управления ПВО и ВВС. Может так же использоваться как радар управления воздушным движением.

## История
В 1981 году была начата разработка блочно-модульной твердотельной радиолокационной станции с АФАР для обнаружения воздушных целей на средних и больших высотах. Главным разработчиком был назначен ВНИИРТ в рамках программы НИР. Для снижения массо-габаритных характеристик станции используется активная антенная решетка для передачи и полуактивная для получения данных с суммирование выходной мощности множества генераторов в пространстве, а не во внутренней части РЛС, как это было реализовано в американской AN/TPS-59. После прохождения государственных испытаний станция была принята на вооружение в 1993 году. Уровень производимой элементной базы в области электроники и технологии разработок микропроцессоров и спецвычислителей в 90-х годах не позволил разработчикам ВНИИРТ выйти на уровень ТТХ, предусмотренный заказчиком в ТЗ, так что опытный образец РЛС «Гамма-Д" после испытаний был отправлен обратно на доработку.

## Особенности конструкции
РЛС «Гамма-ДЕ» является полностью твердотельной перспективной РЛС обнаружения воздушных целей с АФАР и цифровым диаграммообразованием. Основным отличием является увеличенная граница зоны обнаружения (по азимуту и высоте), что позволяет обнаруживать и сопровождать воздушные цели, летящие по баллистическим и аэробаллистическим траекториям. Обладает высоким коэффициентом подавления помех, высоким уровнем автоматизации управления и контроля работы станции, низкими расходами на ремонт и эксплуатацию.

## Состав
В состав радиолокационной станции входят:
- Фазированная антенная решётка с поворотным устройством, размещённая на автомобильном прицепе;
- Аппаратура управления, обработки, отображения и передачи информации;
- Наземный радиозапросчик;
- Дизель-электростанция с двумя дизель-генераторами, контрольно-поверочная аппаратура и принадлежности;
- Дополнительно может поставляться выносная аппаратура, размещаемая на КП.[4]

## Модификации
- «Гамма-Д» — базовая модификация станции
- «Гамма-ДЕ» —  дальнейшая модернизация комплекса после 2007 года со специализированными вариантами под требования заказчика
- «Гамма-Д1Е»
- «Гамма-Д2Е»
- «Гамма-Д3Е»
- «Гамма-Д» ПРО — вариант модернизации РЛС со специализацией под задачи противоракетной обороны при помощи перераспределения энергетических ресурсов станции в вертикальной плоскости удалось повысить дальность обнаружения головных частей баллистических ракет до 900-1100 км.[3]